# Minette

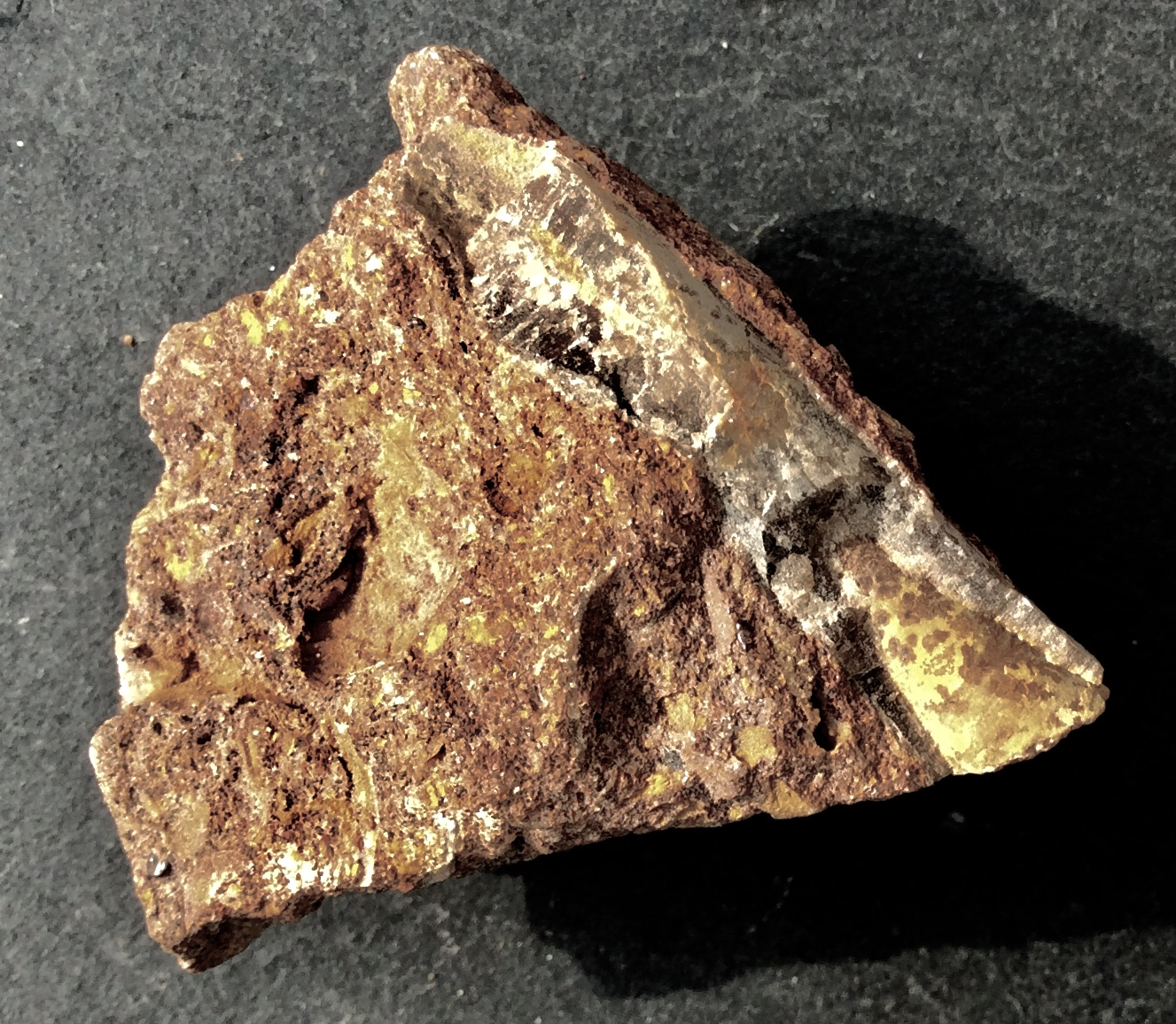
Minetteijzererts met belemnietfragment uit Rumelange, Luxemburg

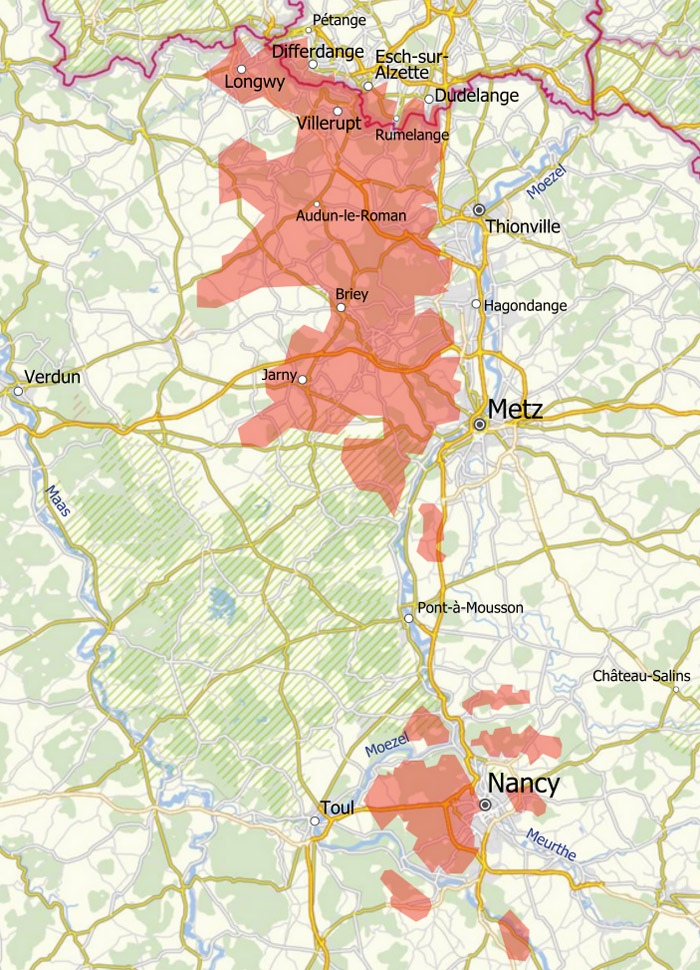
Minettestreek in roze.

Minette is de naam van een soort ijzererts die een betrekkelijk laag ijzergehalte (20-35%)  en een hoog fosforgehalte kent. Deze ertsvoorkomens zijn gevormd in het Midden Jura (Dogger).
Het gaat om het erts dat in het zuiden van Luxemburg en in het noorden van Lotharingen werd gewonnen. De strook waarin het voorkomt is ongeveer 30 km breed en loopt van Nancy naar het zuiden van het Groothertogdom Luxemburg.
Dankzij het Gilchrist-Thomasproces, dat vanaf 1879 werd ingevoerd kon, door het toevoegen van kalksteen, het fosfor aan de toeslagstof tot slak worden gebonden. De slak werd onder de naam  Thomasslakkenmeel als kunstmest in de handel gebracht. Op deze basis ontstond een bloeiende ijzer- en staalindustrie, welke echter na 1970 goeddeels weer verdwenen is.
Tot omstreeks 1900 werd het erts door mijnwerkers in mijngangen handmatig gewonnen, waarna explosieven en pneumatische hamers hun intrede deden. Na 1945 volgde verdere mechanisering, met baggermachines, boorwagens (voor schietgaten) en dergelijke. In de topjaren werkten er 35.000 mijnwerkers.
Vanaf 1960 kwam er geleidelijk een eind aan de winning, omdat het transport per schip van rijkere ertsen vanuit de gehele wereld goedkoper bleek. Vanaf toen tot 1990 werden alle mijnen stilgelegd.
De mijn in Neufchef, die in 1989 gesloten werd, is nu een museummijn geworden.

## Galerij

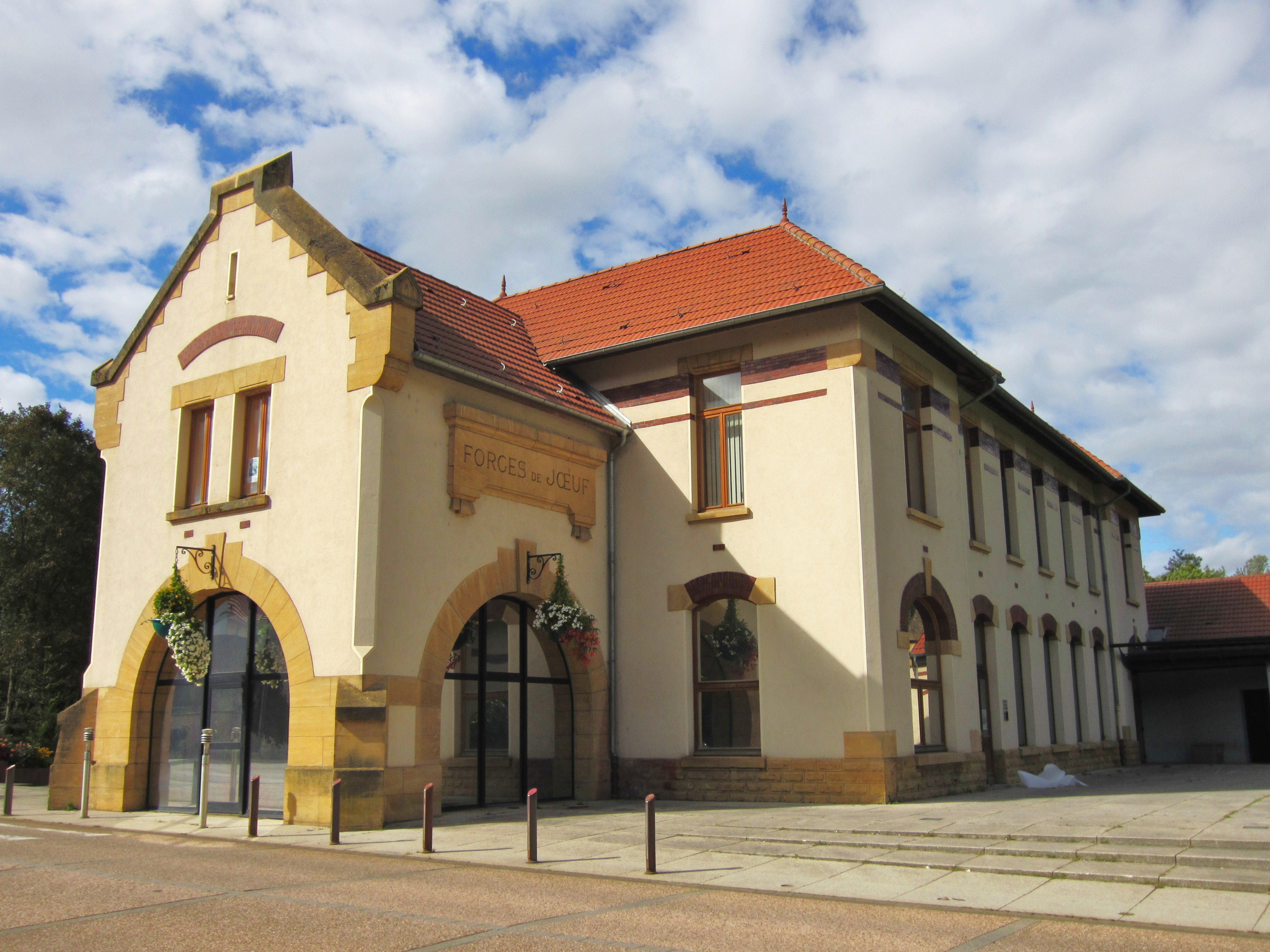
Voormalig hoogovengebouw in Joeuf
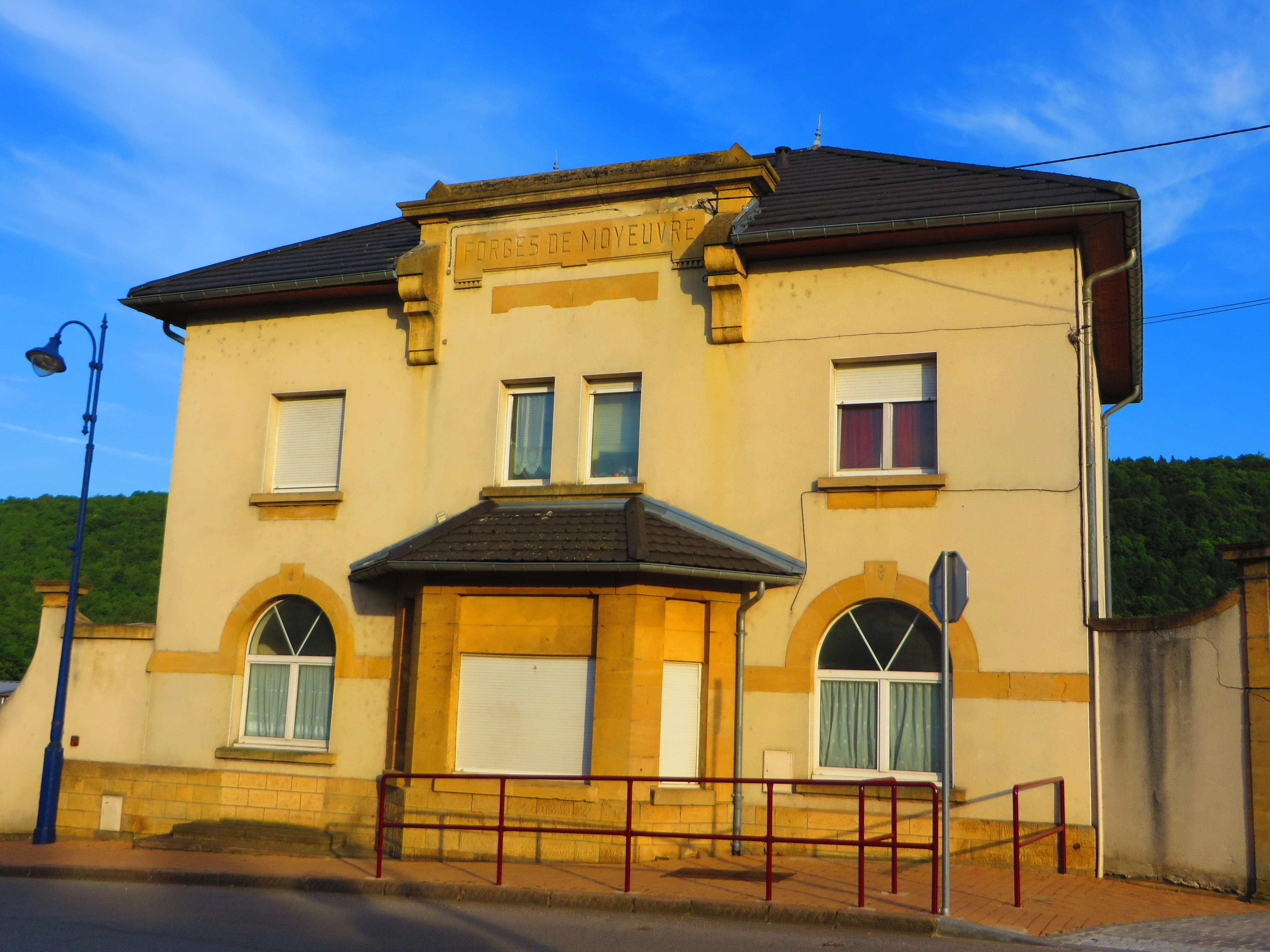
Voormalig hoogovengebouw in Moyeuvre-Grande